# Clitocybe nuda
Clitocybe nuda (Bull.) H.E.Bigelow & A.H.Sm.,  frecuentemente nombrada por su sinónimo Lepista nuda Fr. ex Bull., se la conoce con diferentes nombres vernáculos: (seta de) pie azul, en Valladolid la nazarena del bosque; en Mallorca blaveta; en Cataluña pimpinella morada o peu violeta; en gallego pé azul; y en euskera oin urdin. Es una seta de un color espectacularmente azul o violeta oscuro, saprofita que crece en suelos con abundante humus. Es comestible cocinada, pero en crudo puede producir gastroenteritis u otras reacciones en algunas personas.

## Descripción
Posee un sombrero de 5 a 15 cm, marrón, azul o violáceo y su forma puede ser desde convexa a aplanado, con el margen enrollado. La cutícula de color azul o violácea con las láminas muy finas y apretadas, que se desprenden fácilmente del resto del sombrero. Pie de forma cilíndrica, color azulado fibrado y con base bulbosa. Carne frágil y tierna, tiene un olor y sabor agradables, pero es venenosa en crudo. 
Se puede confundir con cortinarios violetas no comestibles y de olores desagradables a moho, tierra, orina o pólvora. 

## Hábitat y época
Crece en suelos con abundante humus, y es una de las setas más tardías del otoño, crece durante principios del invierno, pudiéndose encontrar también en primavera. Forma a veces grandes grupos o círculos, en bosques de planifolios y de coníferas, jardines, márgenes de caminos o en zonas fértiles o abonadas.